# Lilla Hässleholmssjön
Lilla Hässleholmssjön är en sjö i Borås kommun i Västergötland och ingår i Viskans huvudavrinningsområde. Sjön är 7,7 meter djup, har en yta på 0,0024 kvadratkilometer och är belägen 157 meter över havet.